# Baccio Valori (letterato)

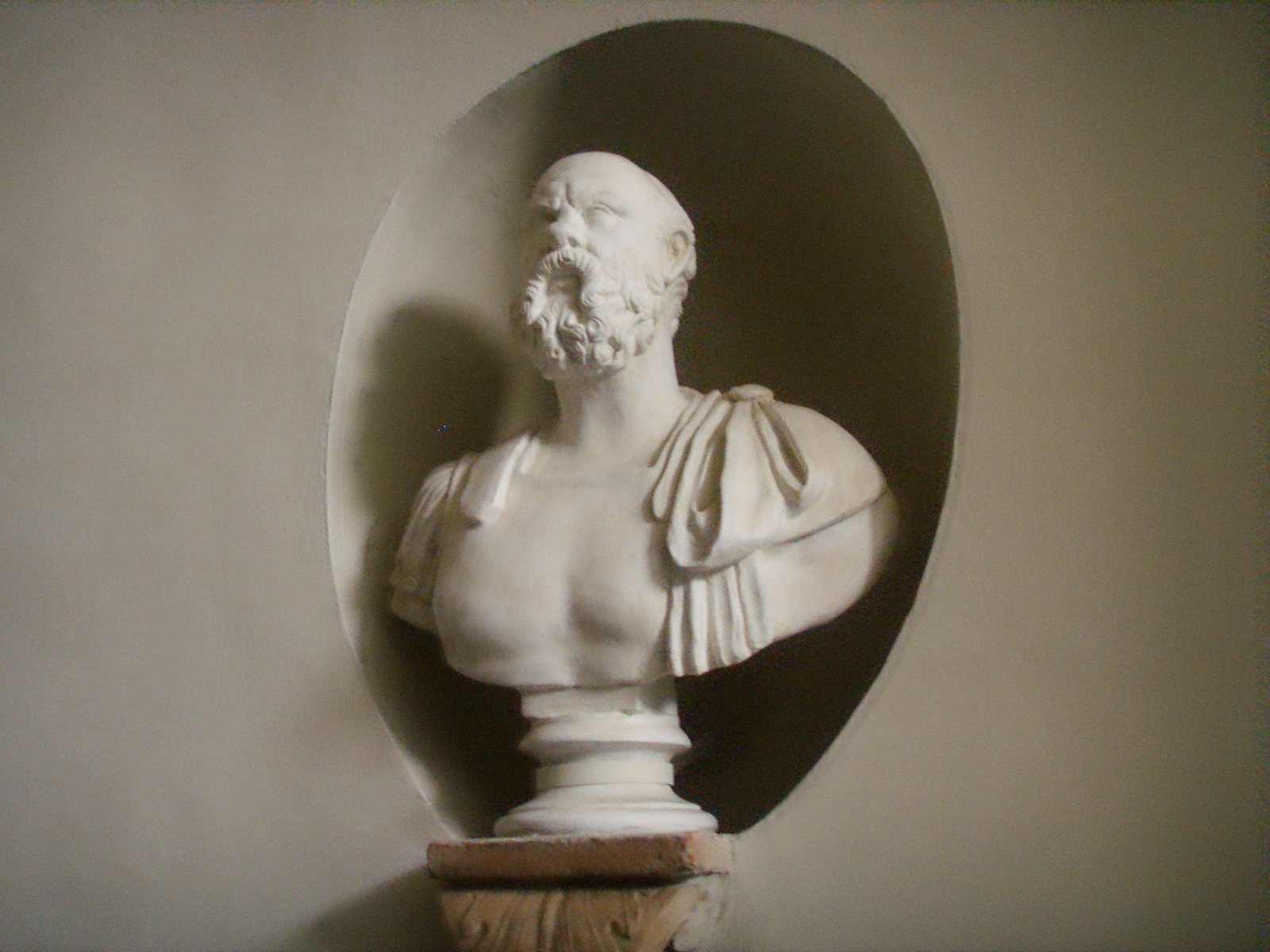
La nicchia dove si trovava il busto di Baccio Valori, Palazzo Valori-Altoviti

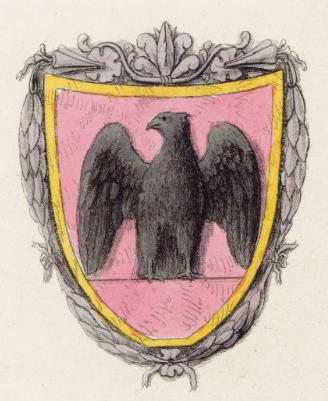
Stemma della famiglia Valori

Baccio Valori detto il Giovane per distinguerlo dall'antenato omonimo, politico e condottiero (30 ottobre 1535 – 28 aprile 1606) è stato un letterato, umanista, politico e mecenate italiano.

## Biografia
La sua famiglia era stata esiliata da Firenze dopo la sconfitta nella battaglia di Montemurlo nella quale aveva cercato di opporsi alla presa di potere di Cosimo I de' Medici. Essi avevano saputo però proteggere i propri beni dalla confisca facendoli apparire come della famiglia Alessandri, legata recentemente in matrimonio con una Valori, della cui dote il palazzo aveva fatto parte. Fu Baccio che recuperò i possedimenti familiari, diventando senatore sotto Ferdinando I de' Medici.
Personaggio colto e amante dell'arte, fu bibliotecario della Biblioteca Medicea Laurenziana e presidente dell'Accademia del Disegno. Fu inoltre cavaliere dell'Ordine di Santo Stefano papa e martire, dal 1578.
Fu lui a far adornare il palazzo di famiglia con le erme dei fiorentini illustri facendo realizzare allo scultore Giovan Battista Caccini una serie di quindici busti che furono incassati nella facciata del Palazzo Valori, scegliendo alcuni personaggi anche poco noti al grande pubblico, ma importanti nel mondo erudito che egli frequentava.
Il corredo scultoreo però non riscosse il favore popolare, come testimonia ancora il soprannome dell'edificio quale Palazzo dei Visacci.
Dopo la sua scomparsa, la vedova Virginia Ardinghelli fece collocare una lapide sormontata da un busto in suo onore, che oggi si trova nell'atrio del Palazzo dei Visacci (palazzo Altoviti-Valori), con il busto del proprio defunto marito, realizzato da Giovanni Battista Caccini.